# Ceratothoa usacarangis
Ceratothoa usacarangis is een pissebed uit de familie Cymothoidae. De wetenschappelijke naam van de soort is voor het eerst geldig gepubliceerd in 1979 door Avdeev.